# PARRY
PARRY ― jeden z pierwszych chatbotów, czyli programów symulujących człowieka, z którym można porozmawiać za pomocą interfejsu tekstowego.
PARRY został napisany w 1972 roku przez psychiatrę Kennetha Colby’ego. Zadaniem programu było symulowanie człowieka chorego na schizofrenię paranoidalną.